# Champion (podcast)
 (octobre 2022).
Pour les articles homonymes, voir Champion (homonymie).
Champion est un podcast audio français de sport bi-hebdomadaire diffusé sur internet, animé par Étienne Carbonnier, chroniqueur chez Quotidien.

## Présentation
Champion est le premier podcast produit par Bangumi, producteur de Quotidien. Toutes les deux semaines, Étienne Carbonnier interview un grand sportif où ils discutent de tout sauf de sport.

## Épisodes

### Saison 1
La première saison de Champion est diffusée à partir du 4 janvier 2021 sur internet, via les plateformes de podcasting.
- Épisode 1 avec Martin Fourcade, sorti le 4 janvier 2021[1] ;
- Épisode 2 avec Estelle Yoka Mossely, sorti le 20 janvier 2021 ;
- Épisode 3 avec Théo Curin, sorti le 3 février 2021.
- Épisode 4 avec Camille Lacourt, sorti le 17 février 2021.
- Épisode 5 avec Renaud Lavillenie, sorti le 3 mars 2021.
- Épisode 6 avec Arnaud Jerald, sorti le 17 mars 2021.